# Viktor Dragunskij
Viktor Juzefovič Dragunskij (rusky Виктор Юзефович Драгунский, 1. prosince 1913 New York – 6. května 1972 Moskva) byl rusky píšící sovětský spisovatel a herec židovského původu. 
Narodil se v Americe emigrantům z Gomelu. Když mu byl rok, rozhodla se rodina vrátit do Ruska. Po smrti otce jej vychovával herec Mendl Rubin, v jehož kočovném divadle hrál Viktor dětské role. Od roku 1925 žil v Moskvě, kde se učil soustružníkem, živil se převážením turistů na člunech i jako klaun v cirkuse. Absolvoval hereckou školu Alexeje Dikého a pak působil v Gogolově divadle a v Divadle filmového herce. Hrál také ve filmu Michaila Romma Ruská otázka (1948). V letech 1948 až 1958 vedl spolu s Ljudmilou Davidovičovou divadelní soubor Modrý ptáček, kde prezentoval vlastní parodické a satirické texty. 
Literární činnosti se věnoval od roku 1940. Napsal scénáře k filmům Velký doutnák, Děvčátko na míči a Kouzelná síla, byl také autorem novinových fejetonů, estrádních scének a písňových textů. Proslavil se především humornými povídkami pro děti s hlavní postavou moskevského školáka Denisky Korabljova. Dospělým čtenářům je určen román Dnes a denně, který se odehrává v cirkusovém zákulisí. Své zážitky z druhé světové války, kdy působil u domobrany, zachytil Dragunskij v knize Daleko za řekou.
Deniskovy příběhy byly zařazeny na seznam sta dětských knih doporučených ruským ministerstvem školství. V českém překladu vyšly Dragunského povídky ve sbírkách Šestitranzistorový slon a Nahoru, dolů a ještě krážem. 